# Simon de Gonçans
Simon de Gonçans, mort à Amiens le 3 décembre 1325, fut un prélat catholique français, évêque d'Amiens.

## Biographie
Jean de Gonçans, natif du diocèse de Besançon, était moine bénédictin et aurait séjourné à l'abbaye Saint-Pierre de Corbie dans le diocèse d'Amiens.
Jean de Gonçans fut, en 1321, le premier évêque d'Amiens non-élu par le chapitre cathédral, mais nommé par la pape Jean XXII ce qui démontrait la puissance grandissante de l'autorité pontificale sur le clergé à la suite de la réforme grégorienne. Il s'intitula « évêque par la grâce de Dieu et du Saint-Siège apostolique ». Son épiscopat fut bref, à peine 4 ans.

## Tombeau
À sa mort, en décembre 1325, il fut inhumé dans la chapelle axiale de la cathédrale Notre-Dame d'Amiens, dans un enfeu où se trouve toujours son tombeau avec gisant et pleurants sculptés. Ce tombeau fut restauré au XIXe siècle par les frères Duthoit. Le gisant original est conservé au musée de Picardie à Amiens.

## Pour approfondir